# Conus encaustus
Espèce
Statut de conservation UICN

 LC  : Préoccupation mineure
Conus encaustus est une espèce de mollusques gastéropodes marins de la famille des Conidae.
Comme toutes les espèces du genre Conus, ces escargots sont prédateurs et venimeux. Ils sont capables de « piquer » les humains et doivent donc être manipulés avec précaution, voire pas du tout.

## Description
La taille d'une coquille adulte varie entre 21,1 mm et 35 mm. La spire est déprimée, rainurée et coronée de tubercules. Le verticille a des rainures perforées distantes, plus fortement et étroitement rainurées vers la base. La couleur de la coquille est nuancée de chocolat et de cendre, et entourée de nombreuses taches chocolatées et blanches en lignes. L'ouverture est violacée.

## Distribution
Cette espèce marine est endémique aux îles Marquises.

### Niveau de risque d’extinction de l’espèce
Selon l'analyse de l'UICN réalisée en 2011 pour la définition du niveau de risque d'extinction, cette espèce est endémique aux îles Marquises. Bien que cette espèce ait une aire de répartition restreinte, elle ne semble pas souffrir de menaces majeures, et il existe des plans pour l'établissement de niveaux élevés de protection à l'avenir.

## Taxonomie

### Publication originale
L'espèce Conus encaustus a été décrite pour la première fois en 1845 par le zoologiste français Louis Charles Kiener (1799-1881) dans la publication intitulée « Spécies général et iconographie des coquilles vivantes Vol 2 »,.

### Synonymes
- Conus (Virroconus) encaustus Kiener, 1845 · appellation alternative
- Conus praetextus Reeve, 1848 · non accepté
- Miliariconus encaustus (Kiener, 1845) · non accepté

## Identifiants taxonomiques
Chaque taxon catalogué par les bases de données biologiques et taxonomiques possède un identifiant qui permet d'établir un point de référence. Les identifiants de Conus encaustus dans les principales bases sont les suivants :
CoL : XXC9 - GBIF : 5795705 - iNaturalist : 431953 - IRMNG : 10534066 - NCBI : 528170 - TAXREF : 91945 - UICN : 192512 - WoRMS : 426487 - ZOBODAT : 120400